# Península de Drápano
A península de Drápano (em grego: Ακρωτήριο Δράπανο), por vezes grafada Dhrápano, é um cabo situado na ilha de Creta, na Grécia. Localiza-se no município e antiga província de Apocórona, do qual constitui o seu extremo norte. O cabo Drápano, na sua extremidade norte-nordeste, marca o limite sudeste da baía de Suda, a qual é limitada a norte pela península de Acrotíri.
É um local de grande beleza natural, com paisagens ora verdejantes ora agrestes e rochosas e com grandes falésias junto ao mar, apesar de em alguns locais terem sido construídas inúmeras villas de férias, que são compradas sobretudo por britânicos. Duas de suas principais atrações turísticas são a chamada caverna dos elefantes, uma gruta subterrânea, e o farol no cabo Drápano. Este foi edificado em 1864 pela Companhia Francesa de Faróis; sua forma é octogonal e possui 50 metros de altura e 7 de largura. Está relativamente bem conservado, e encontra-se cerca de 30 quilômetros a leste de Chania. Como os demais faróis de Creta, juntou-se ao sistema de faróis de Creta em 1912, tendo sido destruído durante a invasão alemã e reconstruído em 1948.